# De fem civiliserede stammer
 Der er for få eller ingen kildehenvisninger i denne artikel, hvilket er et problem. Du kan hjælpe ved at angive troværdige kilder til de påstande, som fremføres i artiklen.

De fem civiliserede stammer er en betegnelse som de hvide amerikanere brugte om fem af indianerstammerne i det sydøstlige USA. Betegnelsen dækkede over, at disse stammer havde eller fik en levevis, der mindede meget om den, de hvide selv havde, og dermed var civiliserede. Blandt andet boede de i byer pænt opdelt i beboelsesområder og store, åbne pladser, dyrkede jorden, ejede slaver,:17  og de blev typisk styret af en velhavende overklasse. Bysamfund tæt på de hvide og med blandede ægteskaber tog dog mere villigt nyt til sig, mens byer uden meget kontakt holdt fast ved det gammelkendte.:51  Splittelse og i værste fald borgerkrig var følgen.:4 

## De fem civiliserede stammer
De fem stammer var cherokeserne, chickasawerne, choctawerne, creek'erne og seminolerne. ”Creek-stammen” var ret beset et forbund – til tider skrøbeligt - af flere folk med egne sprog eller dialekter i egne byer og landområder.:15  Andre stammer, som ikke faldt ind under betegnelsen "civiliserede", betragtede denne som racistisk, idet den antydede, at de øvrige stammer var vilde og uciviliserede. De brugte i stedet betegnelsen "De fem stammer".
USAs krig med England i 1812 splittede creek-forbundet i to lejre, der støttede hver sin nation. Creeks udkæmpede slag med tidligere forbundsfæller, mens choctaw- og cherokee-krigere stod side om side med den amerikanske hær overfor fjendtlige creek-indianere.:15 
I 1830'erne blev de fem civiliserede stammer sammen med en række andre stammer fra det østlige USA flyttet fra deres oprindelige hjemlande til Indianerterritoriet i det nuværende Oklahoma. Denne flytning havde basis i den såkaldte Indian Removal Act, som præsident Andrew Jackson havde fået gennemført i 1830. Den mest kendte af disse stammeflytninger var den såkaldte "Trail of Tears" – flytningen af cherokeserstammen i 1838 og 1839. Flytningen blev beordret af præsident Martin van Buren i modstrid med en afgørelse i USA's højesteret.:9  Ad forskellige ruter startede op mod 16.000 cherokees:3  fordelt i 16 grupper mod Indianerterritoriet over 1.500 km borte; kun 8.000 nåede frem efter at have kæmpet mod tørke, vintervejr og sygdomme undervejs.:10  Ruterne kom på USA's liste over National Historic Trails i 1987.:iii 
Under den amerikanske borgerkrig var de fem stammer splittede over spørgsmålet om hvilken side, de skulle støtte. Choctawerne og chickasawerne kæmpede på sydstaternes side.:59  De tre andre stammer var internt splittede i spørgsmålet. Creek-forbundets sydstatsfløj var ledet af bl.a. høvding Moty Kennard, mens nordstaterne fik støtte af creek-krigere under Opothleyaholo og Sand. Splittelsen fulgte stort set den gamle kløft i creek-forbundet mellem bysamfund i forvandling og byer styret af traditioner.:58  Specielt slemt var det hos cherokeserne, som dels havde soldater på begge sider i krigen, men som også kom til at udkæmpe en intern borgerkrig om spørgsmålet. I øvrigt en borgerkrig som kom i forlængelse af en anden borgerkrig, der var opstået i forbindelse med flytningen til indianerterritoriet, og som havde varet fra 1839 til 1846. I starten blev Sydens indianer-tropper, hvori også seminole-krigere indgik, ledet af oberst Douglas H. Cooper.:59  Familier med sympati for nordstaternes sag søgte sammen i områder vestpå og bad Unionen om beskyttelse. Creek-høvding Opothleyaholo rykkede sine folk mod Kansas for at slutte sig til nordstaterne dér og udkæmpede småslag med Coopers hær på vejen.:59 
Efter at stammerne var blevet flyttet til indianerterritoriet, lovede USA's regering dem, at de tildelte landområder skulle holdes fri for hvide nybyggere, men dette løfte blev ikke overholdt, og i 1893 blev cherokesernes landområde åbnet for hvide i det såkaldte Cherokee Strip Land Run. I 1907 blev indianerterritoriet nedlagt, og på trods af løfter blev området gjort til en integreret del af den nye stat, Oklahoma.

## Kort omtale af de enkelte stammer

### Cherokee
Cherokee-stammens sprog hører til i gruppen af irokesiske tungemål.:16  Overleverede fortællinger beretter om stammens tidlige vandring fra det nordligste Ohio og sydpå til staterne Georgia samt North – og South Carolina.:20 
To ud af tre føderalt anerkendte cherokee-grupper holder til i Oklahoma, nemlig Cherokee Nation samt United Keetoowah Band of Cherokee Indians. Den sidstnævnte gruppe er efterkommere af folk (Western Cherokee), der i 1817 frivilligt bosatte sig i Arkansas og Oklahoma,:102  hvor de kom i kamp med osager, der havde hævd på området.:136  Andre cherokees ankom modvilligt sidst i 1830erne.
The Eastern Band of Cherokee Indians udgøres af efterkommere, der med held modsatte sig tvangsforflytningen og som holder til i den vestlige del af North Carolina.:10 

### Chikasaw
Stammen holdt til i det nordøstlige Mississippi i historisk tid.:499  Den lå i krig med franskmændene sidst i 1720erne og prøvede samtidig at erobre land fra quapawerne vest for dem, der støttede fransk tilstedeværelse i området.:31 
Stammen emigrerede til Indianerterritoriet i 1837-1838.:34  Den er er delt i to divisioner, Impsaktea og Intcutwalipa. Stammen er sprogligt beslægtet med choctaw-folket, idet de begge taler muskhogeanske sprog.:499 
Chikasawerne startede nogle af de første skoler og forretningsforetagender i Indianerterritoriet.

### Choctaw
Navnlig dele af Mississippi og Alabama var befolket af medlemmer af choctaw-forbundet i tidlig tid. Omkring år 1800 var folkeslagene smeltet sammen til én stamme med navn efter det mest talrige folk blandt dem. Sproget er muskhogeansk.:500 
Stammen solgte al land til USA ad to omgange, i 1820 og 1830,:500  og emigrerede følgemæssigt til Indianerterritoriet i 1831-1832.:34 
To hovedgrupper eksisterer: Choctaw Nation of Oklahoma samt Mississippi Band of Choctaw.

### Creek
En række mindre folkeslag samlede sig på et tidspunkt i Creek-forbundet og holdt til i mindst 50 byer:3  spredt over Georgia, Florida, South Carolina og Alabama. Sprogene er alle muskhogeanske.
Forbundet var ofte dybt splittet i Upper Towns i højlandet i nord med overvejende indianske indbyggere og Lower Towns i syd med mange blandede ægteskaber. Eksempelvis underskrev Lower Towns høvding William McIntosh en traktat med USA om en frivillig udvandring til Indianerterritoriet i 1825, hvorpå lederne i Upper Towns dræbte ham.:4-5 
Under den 2. seminole-krig spejdede creeks for den amerikanske hær mod andre creeks, der havde vendt forbundet ryggen.:15 
De føderalt anerkendte creek-grupper i Oklahoma er Muscogee Creek Nation,Thlopthlocco Tribal Town og Kialegee Tribal Town. I Alabama findes Poarch Band of Creek Indians og Alabama-Quassarte Tribal Town.

### Seminole
Seminole-stammen opstod sidst i 1700-tallet i spansk Florida som et fællesskab af yamassee-flygtninge og især frustrerede creek-indianere, der gjorde sig fri af deres forbund,:99  og som optog andre folk på flugt fra et dominerende samfund; navnlig bortløbne slaver.
Størsteparten af seminolerne blev tvangsforflyttet til Oklahoma,:34  hvor de længe holdt en kølig distance til områdets creek-grupper. Nogle hundrede seminoler søgte tilflugt i Everglades og udkæmpede kampe med den amerikanske hær.
Seminolerne er delt i to føderalt anerkendte grupper, Seminole Nation of Oklahoma og Seminole Nation of Florida.